# Kimsleg
Kimsleg er en leg, der går ud på, at en person får lov til at kigge på nogle forskellige ting i et bestemt tidsrum, hvorefter vedkommende skal huske så mange af tingene som muligt. Kimsleg kan bl.a. bruges til fødselsdage, da man godt kan være et helt hold til legen. Antallet af genstande man skal huske varierer i forhold til antal deltagere.
Navnet kimsleg stammer fra Rudyard Kiplings roman Kim, hvor hovedpersonen sættes over for en udfordring.
| Spil | Spire Denne artikel om spil eller lege er en spire som bør udbygges. Du er velkommen til at hjælpe Wikipedia ved at udvide den. |